# Наваль (Уеска)
Наваль (ісп. Naval, араг. Nabal) — муніципалітет в Іспанії, у складі автономної спільноти Арагон, у провінції Уеска. Населення — 266 осіб (2009).
Муніципалітет розташований на відстані близько 380 км на північний схід від Мадрида, 46 км на схід від Уески.
На території муніципалітету розташовані такі населені пункти: (дані про населення за 2009 рік)
- Наваль: 246 осіб
- Міпанас: 19 осіб

## Демографія
Динаміка населення (INE ):

## Галерея зображень

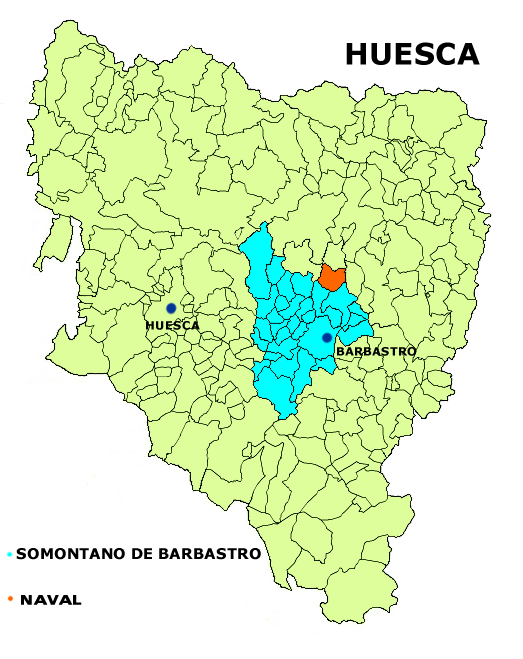
Розташування муніципалітету